# Barwiarz

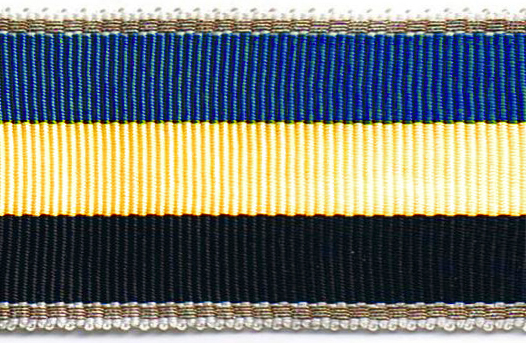
Kolory bandy noszonej przez barwiarzy korporacji Konwent Arcadia, w której są oni członkami pełnoprawnymi

Barwiarz – jedna z kategorii członków korporacji akademickich, różna w zależności od przyjętego modelu struktury korporacji.

## Barwiarze w modelu ryskim
W tzw. modelu ryskim, dwustopniowym, przyjętym przez większość polskich korporacji, m.in. Arkonię, ich członkowie, korporanci, dzielą się na członków niepełnoprawnych (fuksów) oraz członków pełnoprawnych (barwiarzy), dysponujących pełnymi prawami wyborczymi w stowarzyszeniu.
W korporacji Lechia barwiarze są nazywani rycerzami, a w korporacji Respublica mistrzami.

## Barwiarze w modelu dorpackim
W tzw. modelu dorpackim, trójstopniowym, przyjętym m.in. w korporacjach Konwent Polonia, Jagiellonia i Varsovia, barwiarze to członkowie o ograniczonych uprawnieniach, mogący zajmować niższe stanowiska w strukturze korporacji i uczestniczyć w posiedzeniach koła bez prawa głosu. W modelu tym kandydatami na członków są fuksy, a pełnoprawnymi członkami tzw. komilitoni (Konwent Polonia) lub semestranci (Jagiellonia).
W korporacji Jagiellonia barwiarze są nazywani „branderami”.